# Moritz Oppenheimer
Moritz Oppenheimer (* 12. April 1879 in Langsdorf; † 2. Juli 1934 in Gießen) war ein deutscher Kaufmann. Er wurde vor allem bekannt als eines der Opfer der Röhm-Affäre.

## Leben und Tätigkeit

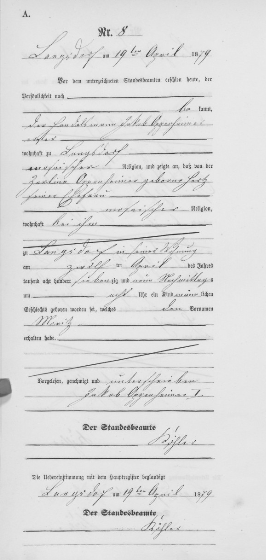
Geburtsurkunde von Moritz Oppenheimer

Oppenheimer war ein Sohn des Kaufmanns Jakob Oppenheimer. Er ergriff den Beruf eines Viehhändlers und lebte seit seiner Geburt in dem hessischen Ort Langsdorf, einem zwischen Hungen und Lich gelegenen Dorf. Er war verheiratet mit Berta Flörsheim und hatte mit dieser drei Söhne und eine Tochter.
Aufgrund seiner jüdischen Abstammung wurde Oppenheimer nach dem Machtantritt der Nationalsozialisten Opfer von Gängeleien und Schikanen durch Nationalsozialisten in seiner Heimat. Zum Verhängnis wurde ihm schließlich die als Röhm-Affäre bekannt gewordene politische Säuberungsaktion der NS-Regierung vom Sommer 1934: Obwohl die Aktion vornehmlich darauf abzielte, die Führungskräfte der SA sowie weitere wichtige politische Persönlichkeiten, die der NS-Führung potentiell gefährlich werden konnten, auszuschalten, geriet auch der völlig unpolitische Oppenheimer in den Sog der Ereignisse: Einige SS-Leute aus der Hungener Gegend entschieden an diesem Tag nämlich, einigen ihnen persönlich unliebsamen Personen einen Denkzettel zu verpassen, suchten verschiedene in der Gegend um Hungen und Lich ansässige Juden auf und überfielen und verprügelten diese.
In der Nacht vom 30. Juni zum 1. Juli begaben sich somit einige SS-Leute zum Haus der Familie Oppenheimer, um diese „aufzumischen“. Dabei wurden Oppenheimer und seine drei Söhne Hugo, Siegfried und Gerhard schwer verletzt. Oppenheimer, der einen Bauchschuss erlitt, starb zwei Tage später in der Gießener Klinik. Oppenheimers Witwe und ihre drei Söhne, die sich von ihren Verletzungen erholten, emigrierten in den folgenden Jahren in die Vereinigten Staaten.
Im Ausland wurde die Ermordung Oppenheimers unter anderem durch das noch 1934 in Paris erschienene Weissbuch über die Erschießungen vom 30. Juni 1934 bekannt gemacht, in dem sein Tod sowie – irrtümlich – der Tod eines seiner Söhne vermeldet wurde. Oppenheimers Vorname wurde dabei fälschlich als Salomon angegeben.
Nachkriegsermittlungen der Gießener Staatsanwaltschaft führten zu einem ersten Prozess im Jahr 1947, bei dem die Angeklagten zu langjährigen Haftstrafen verurteilt werden, ein Berufungsverfahren im Jahr 1949 reduziert das ursprüngliche Strafmaß allerdings erheblich.